# Stijfselfabriek Roosendaal
Stijfselfabriek Roosendaal, officieel; De Koninklijke Stijfselfabriek v/h F. Heumann & Co., (ook: l'Amidonnerie Royale Anct. F. Heumann et Cie.), later ook Koninklijke Nederlandsche Rijststijfselmaatschappij, was een stijfselfabriek te Roosendaal die bestaan heeft van 1869 - 1926. In de volksmond werd ze   't Stesselfabriek genoemd. Ze bevond zich in de wijk Kalsdonk. Er werd voornamelijk rijststijfsel geproduceerd en mogelijk ook tarwestijfsel.
De fabriek werd opgericht door Belgische industriëlen in 1865 in Antwerpen, aangezien in Nederland meer en goedkopere arbeidskrachten voorhanden waren dan in België verhuisde 4 jaar later de fabriek naar Roosendaal. In 1879 verkreeg ze het predicaat Koninklijk. Het was een tijdlang de grootste stijfselfabriek ter wereld en vele jaren lang het grootste bedrijf van Roosendaal. Er werkten ongeveer 200 mensen.
Fabrikantenvilla's zijn nog te vinden aan Hoogstraat 110-112. De fabrieksgebouwen werden gesloopt in de jaren 1977-1980.